# Esjan
Bjerget Esja (914 m), ofte kaldet Esjan ("Esjaen"), er et bjerg beliggende i den syd-vestlige del af Island, ca. 10 km nord for Islands hovedstad, Reykjavík. Esja er ikke et enkelt bjerg, men en vulkansk bjergkæde af basalt og tuf.
Navnets etymologi er uklar. Esja bruges som fornavn i Island. I Kjalnesingasaga, er der en rig enke blandt Irske bosættere med navnet Esja, men det er sandsynligt, at kvindens navn er afledt af bjerget og ikke omvendt.

## Dannelsen
Esja blev dannet i slutningen af Pleistocæn ved begyndelsen af den sidste istid. I de varme perioder flød der lava, og i de kolde perioder blev der dannet kamme af tuf under gletsjeren. Den vestlige del af bjergkæden er den ældste (omkring 3,2 millioner år), og den østlige del er den yngste (omkring 1,8 millioner år). Bevægelsen af pladerne der går diagonalt gennem Island, skubber de geologiske lag mod vest, væk fra den aktive vulkanske zone. Intrusioner, dvs store magma kanaler, der udgår fra de gamle centrale vulkaner på Kjalarnes og Stardal, fandt vej til de geologiske lag. Resultatet blev en række store lavamarker, den ene ovenpå den anden, som istidens gletsjere så nedbrød. Det efterlod kun de højeste tinder, som bjergkæderne  Esja eller Akrafjall.

## Fysiske egenskaber
Den østligste top af bjergkæden, Móskarðshnúkar, er af en usædvanlig lys farve, der skyldes rhyolit, der ofte findes i den islandske natur i nærheden af gamle (og også aktive) centralvulkaner.

## Vandring og klatring
Esja er et meget populært rekreativt område for vandrere og klatrere, da det er meget let tilgængelig fra hovedstaden. Den bedst kendte vandrerute fører til bjergtoppene Þverfellshorn (780 m) og Kerhólakambur (851 m). Þverfellshorn er også let tilgængeligt med offentlig transport.
Stien er delt op i afsnit, der er markeret med skilte langs vejen. Hvert skilt viser sværheden af vejen forude med et klasse-system, der spænder fra 1 støvle (let) til 3 støvler (udfordrende). Ved det tredje skilt kan erfarne bjergbestigere vælge at klatre direkte til toppen, i stedet for at følge den vej, der går mod højre. Efter ca. 6,6 km gang, 200 meter over havets overflade, er der en stor klippe kaldet Steinn. Det er her de fleste uerfarne klatrere vælger at gå ned igen, eftersom stien bliver vanskeligere og vanskeligere efter dette punkt.

Det højeste punkt er Hábunga med 914 m. For at nå Habunga fra Þverfellshorn, kræver det tre-kilometers gang mod nordøst, over at et klippefyldt plateau. Der er ingen skilte eller en tydelig sti. Så sent som august 2011, var Habunga kun markeret af en stor varde med en træpind på toppen.